# Hyllisia laterialba
Hyllisia laterialba är en skalbaggsart som beskrevs av Stefan von Breuning 1981. Hyllisia laterialba ingår i släktet Hyllisia och familjen långhorningar. Inga underarter finns listade i Catalogue of Life.